# Leonburg
Die Leonburg (auch Lanaberg oder Lanaburg) ist eine mittelalterliche Höhenburganlage südlich von Lana in Südtirol. Sie steht auf einem Porphyrhügel an der Straße Richtung Gampenpass.

## Geschichte
Die Burg wurde zu Beginn des 13. Jahrhunderts von den Herren von Brandis errichtet. Sie wurde ursprünglich auch Lanaburg genannt. Die strategische Lage der Feste diente zum Zwecke der Aufsicht der wichtigen Gampenstraße die von Lana über Tisens und weiter Richtung Gampenpass und Deutschnonsberg führt. 1236 erscheint bei einem Teilungsvertrag der Bau erstmals urkundlich. Dabei erhielt Pranthoch Brandiser die Burg Brandis, während sich seine drei Brüder Konrad, Heinrich und Berthold Brandiser die Leonburg teilten. 1275 wurde die Anlage von dem Grafen Meinhard II. von Tirol gestürmt. Nach der Androhung einer erneuten Belagerung übergab Hilprant von Brandis seine Burgen Leonburg und Brandis freiwillig. Jedoch erhielt er seine Besitztümer als landesfürstliche Lehen zurück. Seit 1295 befand sich die Leonburg unter der Lehnshoheit der Grafen von Görz-Tirol. Nach einer Brandkatastrophe von 1450, die die Wohnbauten der Burg zerstörte, wurde ein neuer Palas errichtet. Um 1460 wurden die Grafen von Brandis erneut mit der Feste belehnt; in ihrem Besitz befindet sich die Anlage noch heute. Seit dem 16. Jahrhundert war die Burg unbewohnt, da das Geschlecht auf andere Schlösser gezogen war; die Burg wurde stets instand gehalten, aber kaum verändert, was zu dem seltenen Ergebnis einer fast vollständig im Zustand des Mittelalters erhalten Anlage führte. Seit der zweiten Hälfte des 20. Jahrhunderts wird sie von den Grafen zu Brandis wieder bewohnt.

## Anlage
Die Anlage umfasst zwei dreigeschossige Bergfriede, die durch eine Ringmauer verbunden sind. Im umgebauten Wohntrakt befindet sich u. a. eine gotische Stube.